# Segunda Batalla de Petersburg

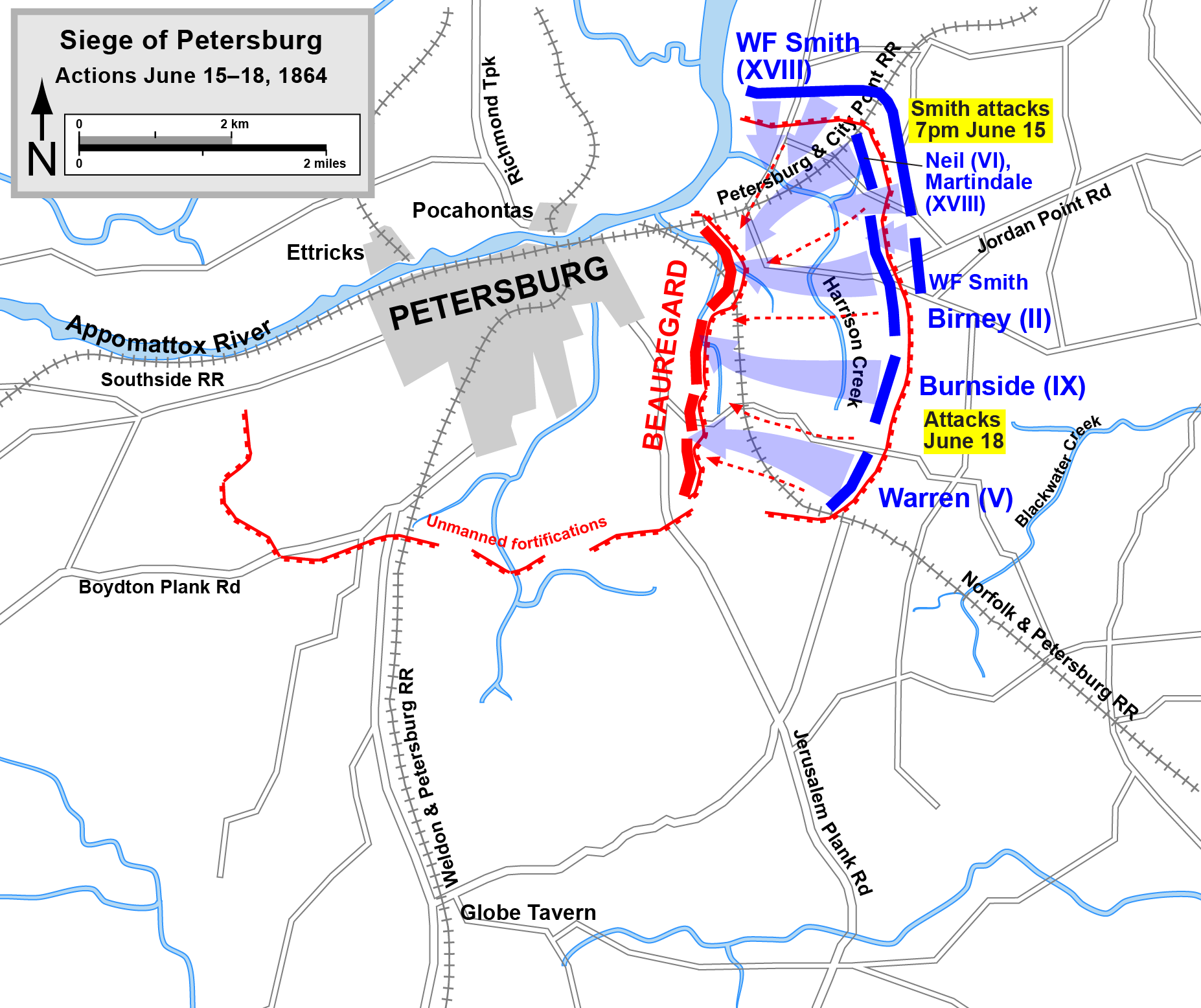
Asedio de Petersburg. Asaltos del 15–18 de junio de 1864.
Confederación
Unión

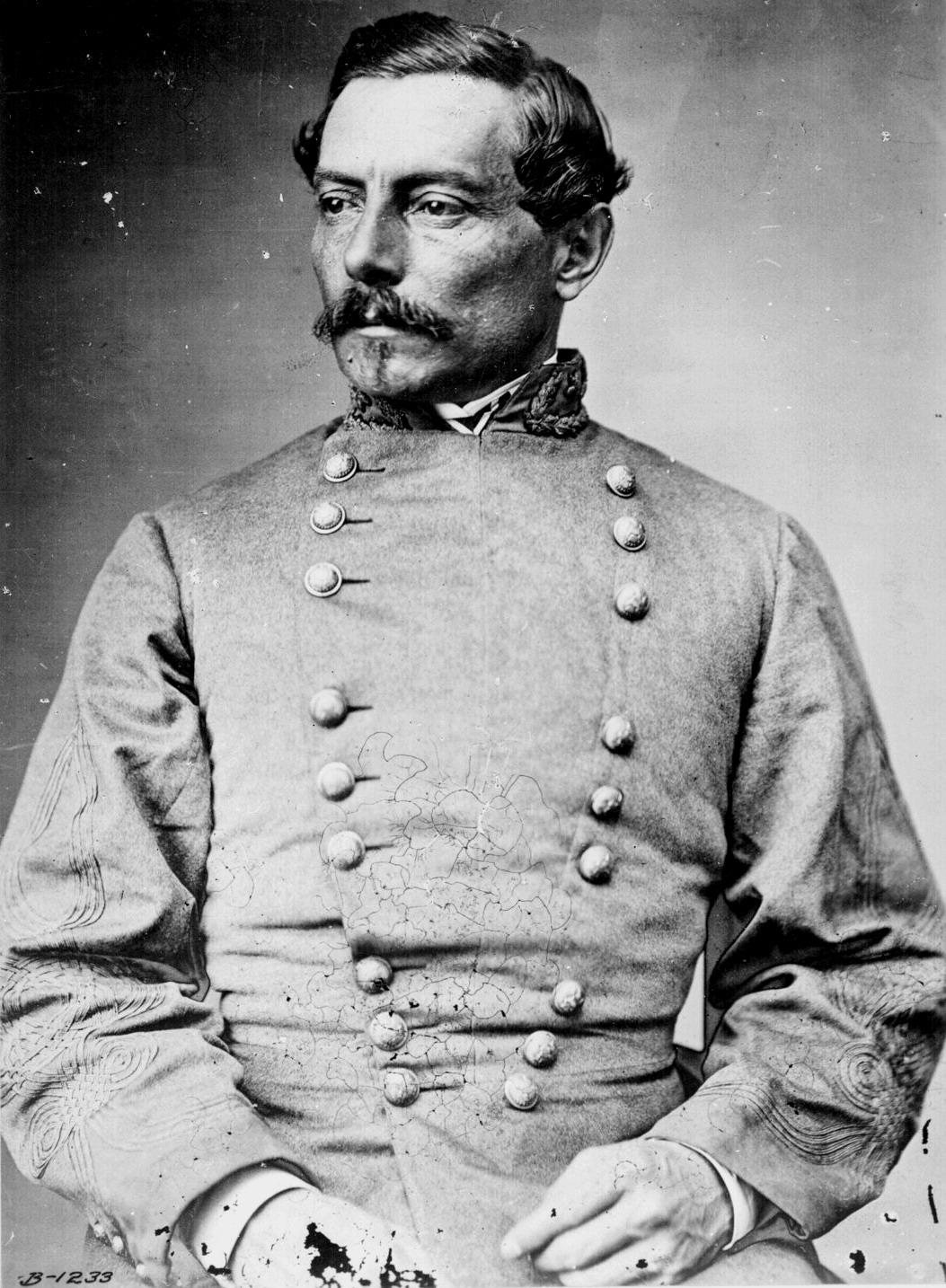
General P.G.T. Beauregard

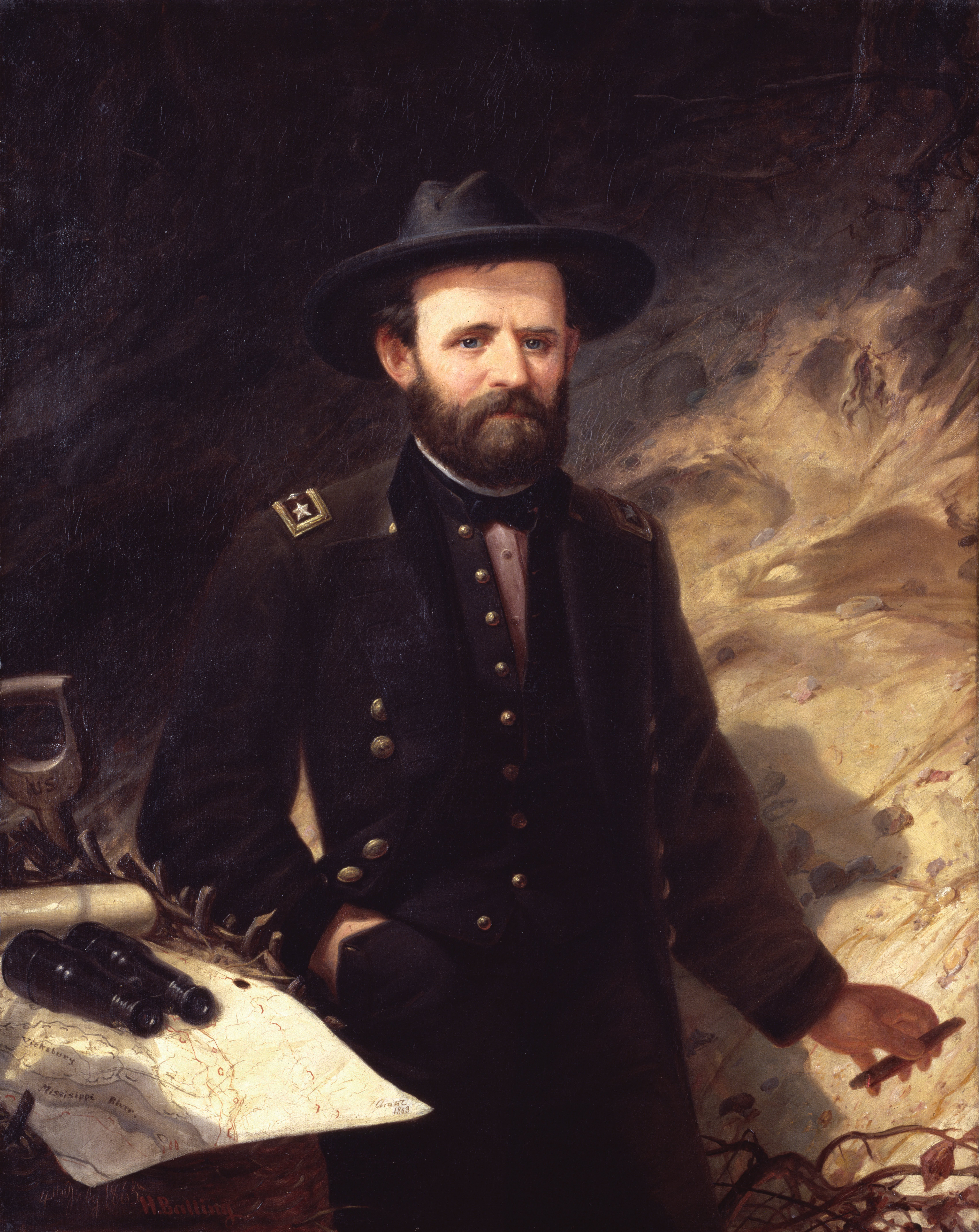
General Ulysses S. Grant

La Segunda Batalla de Petersburg, también conocida como el Asalto a Petersburg, se libró del 15 al 18 de junio de 1864, al comienzo de la Campaña de Petersburg (popularmente conocida como el Asedio de Petersburg). Las fuerzas de la Unión bajo el mando del Teniente General Ulysses S. Grant intentaron capturar Petersburg, Virginia, antes de que el Ejército Confederado del Norte de Virginia del General Robert E. Lee pudiera reforzar la ciudad.
Los cuatro días incluyeron repetidos ataques de la Unión contra fuerzas sustancialmente más pequeñas comandadas por el General P.G.T. Beauregard. Las fuertes posiciones defensivas de Beauregard y las acciones mal coordinadas de los generales de la Unión (en particular el general de división William F. "Baldy" Smith, que desperdició la mejor oportunidad de éxito el 15 de junio) compensaron la disparidad en los tamaños de los ejércitos. Para el 18 de junio, la llegada de refuerzos significativos del ejército de Lee hizo que otros ataques fueran poco prácticos. La incapacidad de la Unión para derrotar a los confederados en estas acciones dio lugar al inicio del asedio de Petersburg, que duró diez meses.

## Antecedentes
La Primera Batalla de Petersburg ocurrió el 9 de junio de 1864, cuando el General de División Benjamin Butler despachó a 4.500 soldados de su ejército del James en el área de Bermuda Hundred y asaltó la Línea Dimmock, la línea exterior de fortificaciones de tierra que protegía a Petersburg. Los confederados, bajo el mando general del general P.G.T. Beauregard, eran sólo 2.500, muchos de los cuales eran adolescentes y ancianos. El tímido liderazgo del Gral. Quincy A. Gillmore y del Gral. de Brigada August Kautz condujo al fracaso del asalto, desaprovechando una oportunidad única para aprovechar la ligera defensa de Petersburg. Los hombres de Butler volvieron a sus puestos en Bermuda Hundred.
Después de la batalla de Cold Harbor en la campaña terrestre de 1864 del teniente general Ulysses S. Grant, el Ejército del Potomac se escabulló del general Robert E. Lee y comenzó a cruzar el río James. Aunque el objetivo de la Campaña Overland había sido derrotar al Ejército de Lee del Norte de Virginia en una batalla decisiva, Grant cambió su objetivo a ser la ciudad de Petersburgo, un importante nudo ferroviario que controlaba los suministros que conducían a la capital confederada de Richmond. Grant sabía que Lee no podría proteger a Richmond si Petersburgo caía y que se vería obligado a luchar contra Grant al descubierto. También sabía por los primeros ataques fallidos del 9 de junio lo débiles que eran en realidad las defensas de Petersburgo. La velocidad era esencial para el plan de Grant, requiriendo éxito antes de que Lee se diera cuenta del objetivo de Grant y pudiera reforzar a Petersburg. De hecho, Lee no tuvo pleno conocimiento de los movimientos de Grant hasta el 18 de junio, asumiendo hasta entonces que Grant tendría como objetivo a Richmond. Beauregard, sin embargo, había estado advirtiendo en voz alta del peligro para Petersburg desde el 9 de junio.
Inexplicablemente, Grant seleccionó al ejército del James de Butler, que había tenido un mal desempeño en la Campaña de Bermuda Hundred, para dirigir la expedición hacia Petersburg. El 14 de junio ordenó a Butler que aumentara el XVIII Cuerpo, comandado por el General de Brigada William F. "Baldy" Smith, a una fuerza de 16.000 hombres, incluyendo la división de caballería de Kautz, y que utilizara la misma ruta empleada en los ataques fallidos del 9 de junio. El II Cuerpo del Ejército del Potomac, comandado por el Mayor General Winfield S. Hancock, seguiría a Smith. Grant escribió en sus memorias de posguerra: "Yo creía entonces, y sigo creyendo, que Petersburg podría haber sido capturado fácilmente en ese momento".
Una ventaja para los confederados era la fuerza de la Línea Dimmock, formidables posiciones de artillería conectadas por movimientos de tierra y trincheras por más de 10 millas (16 km), rodeando la ciudad y ancladas en el río Appomattox al este y al oeste. Como Beauregard no tenía suficientes hombres disponibles para defender toda la línea, concentró 2.200 soldados bajo el mando del general de brigada Henry A. Wise en el sector noreste, entre el revellín número 1 en el río Appomattox y el número 23, protegiendo el Ferrocarril de Norfolk y Petersburgo en el sureste. Incluso con su concentración, los soldados de infantería estaban espaciados a una distancia inaceptable de 10 pies (3,0 m). Los 3.200 hombres que le quedaban se enfrentaban al ejército de Butler en Bermuda Hundred.

## La batalla
Baldy Smith y sus hombres cruzaron el Appomattox poco después del amanecer del 15 de junio. Su fuerza consistía en las divisiones de infantería de los generales de brigada William T. H. Brooks, John H. Martindale y Edward W. Hinks, y la división de caballería del general de brigada August Kautz. Las barcas de transporte desembarcaron estas divisiones casi al azar en los lugares de desembarque en la orilla opuesta, confundiendo los planes de Smith y perdiendo el tiempo reorganizándose. Se ordenó a la división de caballería de Kautz que despejara la línea de avance para la infantería, Brooks y Martindale marcharían por el ferrocarril de City Point, y las tropas de color de Hinks se acercarían por la carretera de Jordan Point.
Los retrasos en el avance continuaron después del desembarco. La caballería se encontró con una fortaleza inesperada en la granja de Baylor al noreste de Petersburg. Los hombres de Hinks lanzaron dos ataques a los confederados y capturaron un cañón, pero el avance general se retrasó hasta la tarde. Smith realizó un reconocimiento y, a pesar de su nerviosismo por la fuerza de la posición enemiga, planeó llevar a cabo los trabajos defensivos con una fuerte línea escaramuzadora. Se retrasó de nuevo cuando su comandante de artillería permitió que a todos los caballos se diera de beber simultáneamente, lo que imposibilitó traer sus armas hasta alrededor de las 7 p. m..
Mientras Smith se retrasaba, Kautz llegó al ferrocarril cerca del revellín número 20, en el flanco derecho de la línea confederada, alrededor del mediodía. Aproximadamente 600 confederados bajo el mando del general de brigada James Dearing bombardearon a Kautz con artillería por lo que los soldados de caballería de la Unión no se acercaron a menos de 500 yardas (460 m) de la línea defensiva. De manera similar a la batalla del 9 de julio, Kautz trataba de obtener evidencias de que Smith estaba atacando a su derecha y, al no tenerla, desistió y se retiró.
Cuando Smith finalmente comenzó su ataque, sus escaramuzadores barrieron los movimientos de tierra en un frente de 5,6 km (3,5 millas), capturando las baterías 3 y 5-11, haciendo que los confederados se retiraran a una línea defensiva más débil en Harrison's Creek. A pesar de este éxito inicial y la perspectiva de una ciudad virtualmente indefensa inmediatamente a su frente, Smith decidió esperar hasta el amanecer para reanudar su ataque. Para entonces Winfield Hancock había llegado al cuartel general de Smith. El normalmente decidido y agresivo Hancock, que superaba en rango a Smith, no estaba seguro de sus órdenes ni de la disposición de sus fuerzas, y se remitía inusitadamente a la decisión de Smith de esperar. El tímido servicio de Smith el 15 de junio resultaría ser su último comando de combate. Butler acusó indirectamente a Smith de "dilatación" y la disputa se elevó a Grant. Aunque Grant originalmente contempló reemplazar a Butler por Smith como comandante del Ejército del James, eventualmente retuvo a Butler y reasignó a Smith a Nueva York para esperar nuevas órdenes, las cuales nunca fueron emitidas[11].
Beauregard escribió más tarde que Petersburgo "a esa hora estaba claramente a merced del comandante federal, que casi lo había capturado". Pero utilizó el tiempo que se le había concedido para obtener una buena ventaja. Al no recibir orientación de Richmond en respuesta a sus peticiones urgentes, decidió unilateralmente retirar sus defensas de la Línea Howlett, que estaba embotellando el ejército de Butler en Bermuda Hundred, dejando a las divisiones de los generales Robert Hoke y Bushrod Johnson disponibles para la nueva línea defensiva de Petersburg. Butler pudo haber usado esta oportunidad para mover su ejército entre Petersburg y Richmond, lo que habría condenado a la capital confederada, pero una vez más no actuó.

### 16 de junio

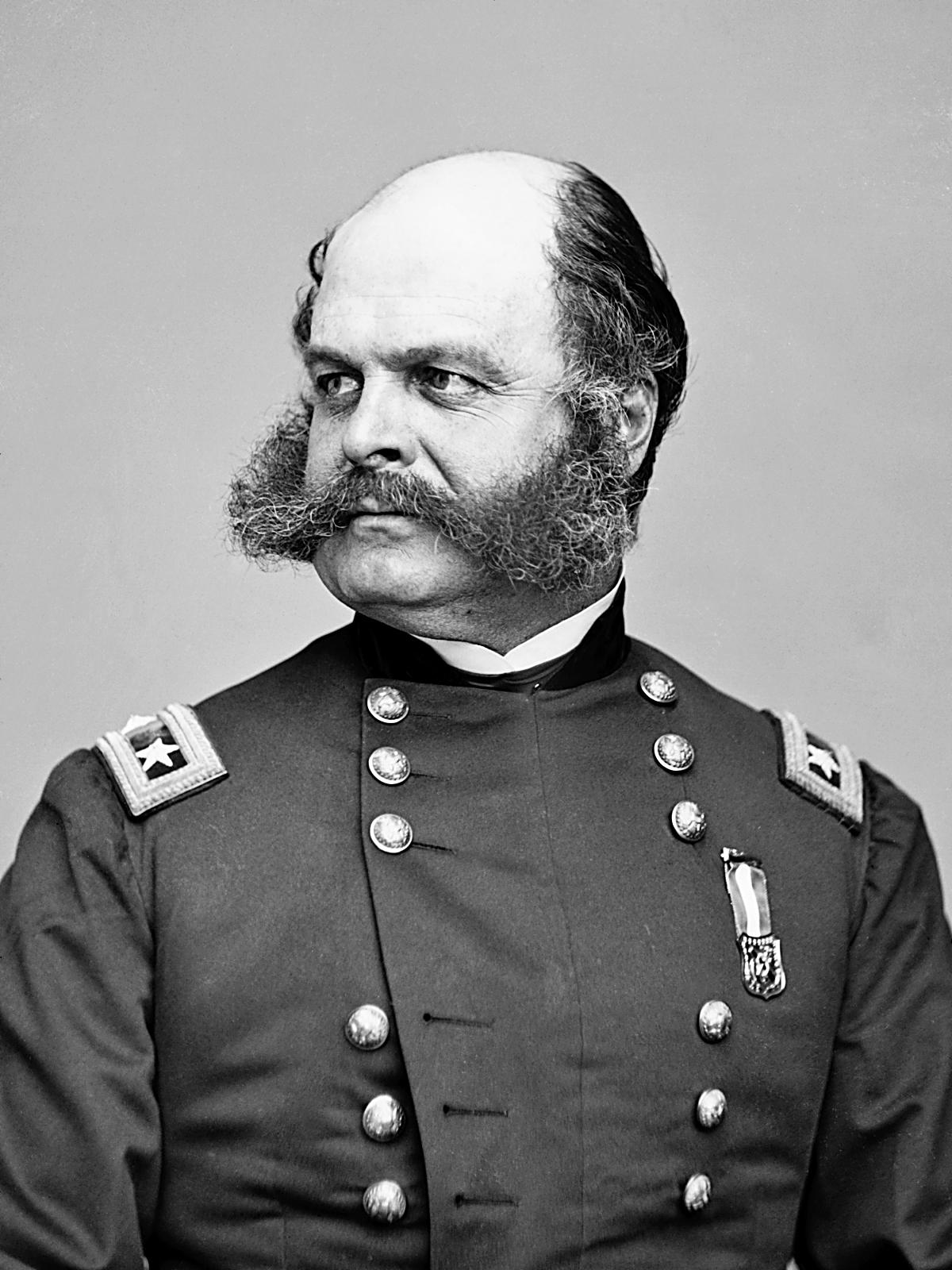
General Ambrose Burnside

Para la mañana del 16 de junio, Beauregard había concentrado a unos 14.000 hombres en su línea defensiva, pero esto resultava insignificante en comparación con los 50.000 federales que ahora se enfrentaban a él. Grant había llegado con el IX Cuerpo del Mayor General Ambrose Burnside, resolvió la confusión de las órdenes de Hancock y ordenó un reconocimiento de los puntos débiles de la línea defensiva. Hancock, al mando temporal del Ejército del Potomac hasta que llegó el General de División George G. Meade, preparó el XVIII Cuerpo de Smith a la derecha, su propio II Cuerpo en el centro, y el IX Cuerpo de Burnside a la izquierda.
El asalto de Hancock comenzó alrededor de las 5:30 p. m. mientras los tres cuerpos avanzaban lentamente. Los hombres de Beauregard lucharon ferozmente, erigiendo nuevos parapetos en la retaguardia cuando se produjeron los avances. A la llegada del General Meade, se ordenó un segundo ataque y el General de Brigada Francis C. Barlow dirigió su división contra los revellines 13, 14 y 15. Los disparos de artillería confederada causaron importantes bajas en la Unión, incluida la muerte del coronel Patrick Kelly, comandante de la famosa Brigada Irlandesa. Aunque los hombres de Barlow lograron capturar sus objetivos, un contraataque los hizo retroceder y se llevaron a numerosos prisioneros de la Unión. Los supervivientes se atrincheraron cerca de las obras enemigas.

### 17 de junio
El 17 de junio fue un día de ataques descoordinados de la Unión, comenzando en el flanco izquierdo donde dos brigadas del IX Cuerpo de Burnside bajo el mando del General de Brigada Robert B. Potter se acercaron sigilosamente a la línea confederada y lanzaron un ataque sorpresa al amanecer. Inicialmente exitoso, capturó casi una milla de las fortificaciones confederadas y cerca de 600 prisioneros, pero el esfuerzo finalmente fracasó cuando los hombres de Potter avanzaron para encontrar otra línea de atrincheramiento. Su movilidad era limitada debido a los obstáculos construidos por los confederados detrás de ellos arriesgándose a fuego de artillería enemiga envolvente .
A las 2 p. m., el IX Cuerpo lanzó un segundo ataque, liderado por la brigada del General de Brigada John F. Hartranft. De alguna manera fueron enviados en ángulo recto a la línea confederada, lo que los dejó vulnerables al fuego envolvente. Por la noche, la división del general de brigada James H. Ledlie también fracasó en su asalto, durante el cual se observó que Ledlie estaba borracho (un patrón de comportamiento que se repetiría notoriamente en la Batalla del Cráter).
Durante el día, los ingenieros de Beauregard habían establecido nuevas posiciones defensivas a una milla al oeste de la Línea Dimmock, a lo largo de un arroyo llamado Taylor's Branch hasta el Appomattox. Esa misma noche, los confederados se retiraron a su nueva posición. Beauregard expresó su frustración por la falta de apoyo o preocupación de Robert E. Lee, escribiendo años después de la guerra: "El Ejército de Virginia del Norte estaba aún muy lejos, y yo no había convencido a su distinguido comandante del hecho de que yo estaba luchando contra todo el ejército de Grant con menos de once mil hombres". Lee había ignorado sistemáticamente todas las súplicas de Beauregard y no fue hasta que su propio hijo, el general de caballería W.H.F. "Rooney" Lee, verificó los movimientos de Grant a través del río, que reconoció la peligrosa situación actual en Petersburg. Inmediatamente envió dos divisiones de sus hombres, agotados de la Campaña Overland, a Petersburg, comenzando a las 3 a. m. del 18 de junio.

### 18 de junio
Con la llegada de las dos divisiones de Lee, bajo el mando del General de División Joseph B. Kershaw y de Charles W. Field, Beauregard contaba con más de 20.000 hombres para defender la ciudad, pero la fuerza de Grant había aumentado con la llegada del Cuerpo V del General de División Gouverneur K. Warren con lo que 67.000 federales estaban presentes. El primer ataque de la Unión comenzó al amanecer, iniciado por los cuerpos II y XVIII a la derecha de la Unión. Hancock comenzó a sufrir los efectos de su persistente herida de Gettysburg y entregó el mando del II Cuerpo al Mayor General David B. Birney. Los hombres del II cuerpo se sorprendieron al avanzar rápidamente contra la línea confederada, sin darse cuenta de que Beauregard la había retrasado la noche anterior. Cuando se encontraron con la segunda línea, el ataque se detuvo inmediatamente y el cuerpo sufrió bajo fuego confederado durante horas.
Al mediodía, los cuerpos IX y V, que tenían una mayor distancia para marchar y unirse al ataque, se acercaron al II cuerpo. La división del Mayor General Orlando B. Willcox del IX Cuerpo lideró un nuevo ataque pero sufrió pérdidas significativas en el pantano y los campos abiertos dominados por las fuerzas de Taylor. La división de Willcox salió de allí con sólo 1.000 hombres en pie. El cuerpo V de Warren fue detenido por el fuego mortal del saliente de Rives (también conocido como Batería 27, la posición en la que la Línea Dimmock cruzó la carretera Jerusalem Plank Road, actual Ruta 301 de los Estados Unidos), un ataque en el que el Coronel Joshua Lawrence Chamberlain, comandante de la Primera Brigada de la Primera División del Cuerpo V, resultó gravemente herido. Se creía que su herida era mortal y el general Grant le concedió a Chamberlain un ascenso en el campo de batalla a general de brigada. A las 6:30 p. m., Meade ordenó un asalto final, que también fracasó con pérdidas enormes. Uno de los regimientos principales fue el 1er Regimiento de Artillería Pesada de Maine, 900 hombres que habían sido convertidos de artillería de guarnición a infantería al comienzo de la campaña terrestre. El regimiento perdió rápidamente 632 hombres en el asalto, la mayor pérdida de un regimiento durante toda la guerra.

## Repercusiones
Tras cuatro días de asaltos, Meade ordenó a su ejército que se replegara. Las bajas de la Unión fueron de 11.386 (1.688 muertos, 8.513 heridos, 1.185 desaparecidos o capturados), 4.000 confederados (200 muertos, 2.900 heridos, 900 desaparecidos o capturados). La oportunidad de Grant de tomar Petersburg fácilmente se había perdido, pero Lee, que llegó a Petersburg alrededor del mediodía del 18 de junio, no pudo impedir que el ejército de la Unión sitiara la ciudad. El asedio duraría hasta abril de 1865.